# Cratere Laf
Laf  è un cratere sulla superficie di Marte.